# Гай Поппей Сабін
Гай Поппей Сабін (лат. Gaius Poppaeus Sabinus; ? — 35) — політичний, державний та військовий діяч Римської імперії, консул 9 року.

## Життєпис
Походив з роду нобілів Поппеїв. У 9 році став консулом разом з Квінтом Сульпіцієм Камеріном. У 11 році призначається імператорським легатом—пропретором у провінції Мезія. У 15 році призначено проконсулом Ахаї та Македонії. У 26 році придушив повстання у Фракії, за що отримав тріумф. У 31 році опікувався родиною Германіка, що була на Кікладах.